# Désignation du pays hôte de la Coupe du monde de rugby à XV 2023
La désignation du pays hôte de la Coupe du monde de rugby à XV 2023 se joue entre l'Afrique du Sud, l'Irlande (avec l'Irlande du Nord) et la France qui sont candidates pour organiser la Coupe du monde 2023 après que l'Italie, un temps candidate, ait finalement renoncé. Le 15 novembre 2017, la France est élue pays hôte à l'issue d'un vote organisé lors de la réunion World Rugby de Londres. Elle devance l'Afrique du Sud au deuxième tour par 24 voix contre 15.

## Candidatures

### Afrique du Sud
L'Afrique du Sud a déjà organisé la compétition en 1995. L'Afrique du Sud s'est auparavant porté candidate pour l'organisation des trois tournois précédents. Le gouvernement actuel sud-africain a interdit début 2016 à la Fédération sud-africaine de rugby d'organiser une compétition internationale, après que celle-ci a échoué à remplir deux des treize objectifs qu'elle lui avait fixés pour mieux représenter les populations noires en son sein et dans ses équipes nationales.
Le 9 mai 2017, le nouveau ministre sud-africain des sports, Thembelani Nxesi, a rouvert la porte à une candidature de son pays à l'organisation du mondial 2023 de rugby, un an après sa mise entre parenthèses. La South African Rugby Union (SARU) confirme alors la candidature sud-africaine.

« C'est une grande nouvelle et un hommage au travail que le sport a fait ces dernières années (...) nous pouvons maintenant mettre les touches finales pour ce que nous pensons être une formidable candidature à l'organisation de la Coupe du monde 2023 »

— Mark Alexander, président de la SARU.
Huit stades sont sélectionnés pour la compétition :
| \| FNB Stadium Ellis Park Stadium Cape Town Stadium Stade Moses-Mabhida Loftus Versfeld Stadium Nelson Mandela Bay Stadium Free State Stadium Stade Mbombela \| Localisation des stades sélectionnés. |
| FNB Stadium Ellis Park Stadium Cape Town Stadium Stade Moses-Mabhida Loftus Versfeld Stadium Nelson Mandela Bay Stadium Free State Stadium Stade Mbombela                                             |

| Stade                      | Ville          | Capacité | Matches                                                                            |
| -------------------------- | -------------- | -------- | ---------------------------------------------------------------------------------- |
| FNB Stadium                | Johannesbourg  | 94 736   | Matches de poule, un quart-de-finale et la finale                                  |
| Ellis Park Stadium         | Johannesbourg  | 62 567   | Matches de poule, un quart-de-finale, une demi-finale et le match pour la 3e place |
| Cape Town Stadium          | Le Cap         | 55 000   | Matches de poule, un quart-de-finale et une demi-finale                            |
| Stade Moses-Mabhida        | Durban         | 54 000   | Matches de poule et un quart-de-finale                                             |
| Loftus Versfeld Stadium    | Pretoria       | 51 762   | Matches de poule                                                                   |
| Nelson Mandela Bay Stadium | Port Elizabeth | 48 000   | Matches de poule                                                                   |
| Free State Stadium         | Bloemfontein   | 46 000   | Matches de poule                                                                   |
| Stade Mbombela             | Nelspruit      | 40 929   | Matches de poule                                                                   |

### France
La France a déjà organisé la compétition en 2007. Elle avait également accueilli des matches de la compétition en 1991 et 1999. Elle est au même moment également sur les rangs pour organiser les Jeux olympiques d'été de 2024 à Paris dont elle obtient officiellement l'organisation le 13 septembre 2017. La candidature française est initiée par Pierre Camou, président de la Fédération française de rugby à XV de 2008 à 2016, puis portée en 2017 par son successeur Bernard Laporte. Elle est dirigée par Claude Atcher, directeur de la Coupe du monde 2007. Sébastien Chabal et Frédéric Michalak sont choisis comme ambassadeurs de la candidature.

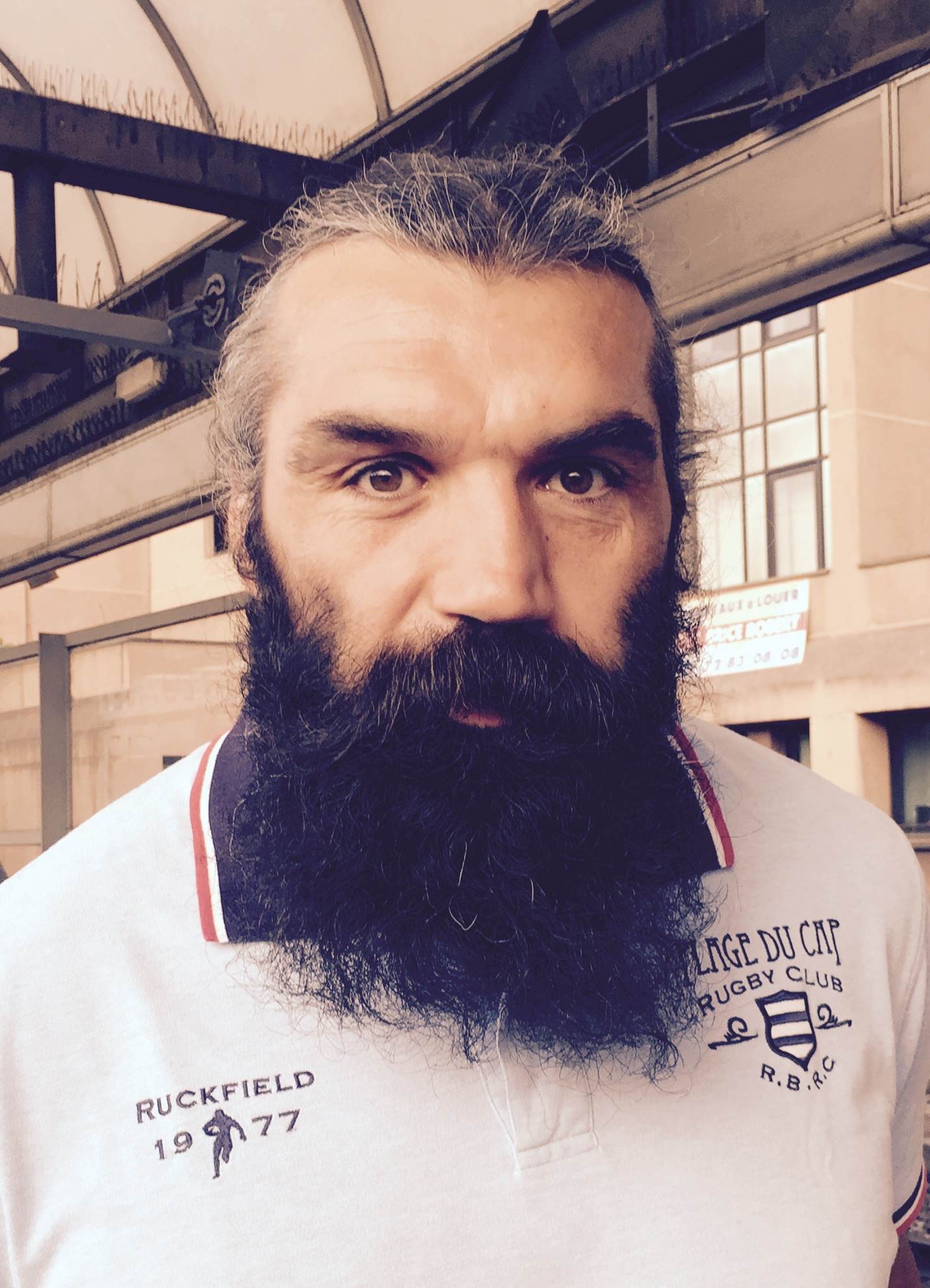
Sébastien Chabal.
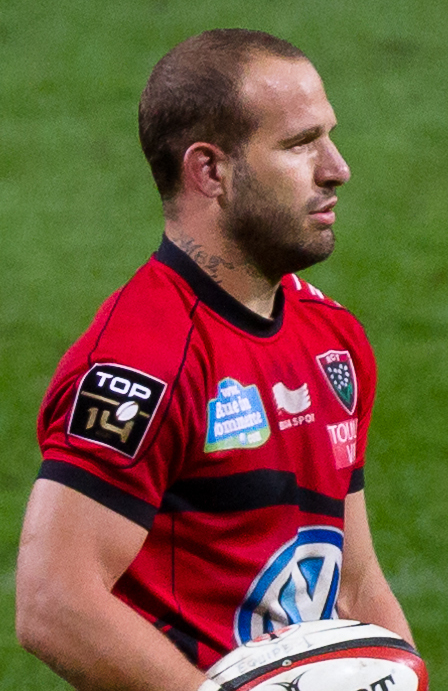
Frédéric Michalak.

Le 17 mars 2017, le comité de candidature annonce les douze stades retenus pour la candidature française. La France possède des stades modernes grâce aux constructions et rénovations réalisées pour organiser l'Euro 2016 de football. Le 31 mai 2017, il annonce qu'il n'y a finalement que neuf stades qui figurent dans le dossier de candidature français :
| \| Stade de France Orange Vélodrome Groupama Stadium Stade Pierre-Mauroy Stade Matmut-Atlantique Stade Geoffroy-Guichard Stade de la Beaujoire Allianz Riviera Stadium de Toulouse \| Localisation des stades sélectionnés. |
| Stade de France Orange Vélodrome Groupama Stadium Stade Pierre-Mauroy Stade Matmut-Atlantique Stade Geoffroy-Guichard Stade de la Beaujoire Allianz Riviera Stadium de Toulouse                                             |

| Stade                   | Propriétaire                | Ville                         | Capacité |
| ----------------------- | --------------------------- | ----------------------------- | -------- |
| Stade de France         | État français               | Saint-Denis                   | 81 338   |
| Orange Vélodrome        | Ville de Marseille          | Marseille                     | 67 354   |
| Groupama Stadium        | OL Groupe                   | Décines-Charpieu (Grand Lyon) | 59 186   |
| Stade Pierre-Mauroy     | Eiffage Lille Stadium Arena | Villeneuve-d'Ascq (ME Lille)  | 50 186   |
| Stade Matmut-Atlantique | Ville de Bordeaux           | Bordeaux                      | 42 115   |
| Stade Geoffroy-Guichard | Ville de Saint-Étienne      | Saint-Étienne                 | 41 965   |
| Stade de la Beaujoire   | Nantes Métropole            | Nantes                        | 35 322   |
| Allianz Riviera         | Ville de Nice               | Nice                          | 35 624   |
| Stadium de Toulouse     | Toulouse Métropole          | Toulouse                      | 33 150   |

Sept autres stades proposés au comité de candidature, ne sont pas retenus :
- U Arena (Nanterre, 32 000 places)
- Roazhon Park (Rennes, 29 778 places)
- Stade Océane (Le Havre, 25 178 places)
- MMArena (Le Mans, 25 064 places)
- Stade du Hainaut (Valenciennes, 24 926 places)
- Stade des Alpes (Grenoble, 20 068 places)
- Stade Auguste-Bonal (Sochaux, 20 005 places)

Trois autres stades sont initialement retenus par le comité de candidature avant d'être retirés du dossier final déposé le 1er juin 2017 : le stade de la Mosson de Montpellier (32 950 places), le stade Bollaert-Delelis de Lens (38 223 places) et le Parc des Princes de Paris (48 583 places). Le comité de candidature souhaitait retenir le Parc des Princes mais n'a pu obtenir l'accord de la mairie de Paris, liée par une convention d'occupation à QSI, le propriétaire qatarien du club de football du Paris Saint-Germain opposé à la tenue de matches de la Coupe du monde 2023 dans le stade. Le stade de la Mosson de Montpellier est prévu dans le projet pour accueillir des rencontres mais la FFR décide finalement d'exclure en raison du risque d'inondation trop important durant une saison (septembre/octobre) où des orages violents peuvent survenir.

### Irlande
La candidature irlandaise réunit les deux nations de l'île d'Irlande : l'Eire, république indépendante dont la population est majoritairement catholique, et l'Irlande du Nord, qui fait partie du Royaume-Uni, et compte autant de protestants que de catholiques. L'Irlande n'a jamais organisé la compétition seule mais a accueilli des matches de la compétition de 1991 (au Lansdowne Road de Dublin et au Ravenhill Stadium de Belfast) et de 1999 (au Lansdowne Road de Dublin, au Thomond Park de Limerick et au Ravenhill Stadium de Belfast). Elle avait voulu accueillir la compétition en 2015, mais l'IRFU annonça finalement le retrait de sa candidature en raison du manque d'infrastructures et du manque de soutien des nations britanniques, l'Écosse présentant sa propre candidature et le pays de Galles ayant finalement décidé de soutenir l'Angleterre, en échange de matches à Cardiff.
Liam Neeson et Brian O'Driscoll sont choisis comme ambassadeurs de la candidature :

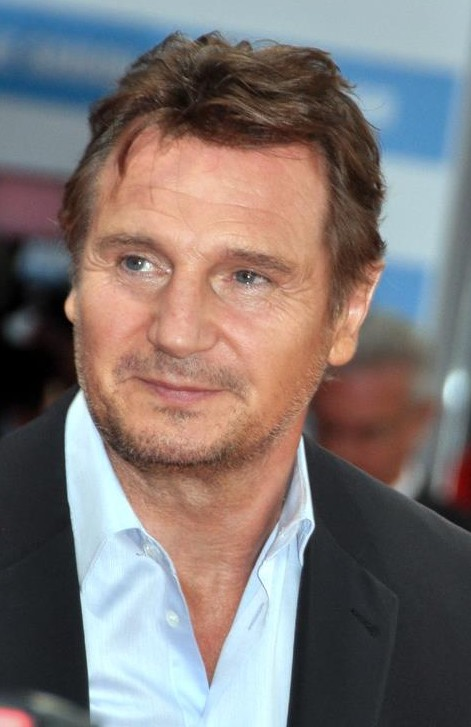
Liam Neeson.
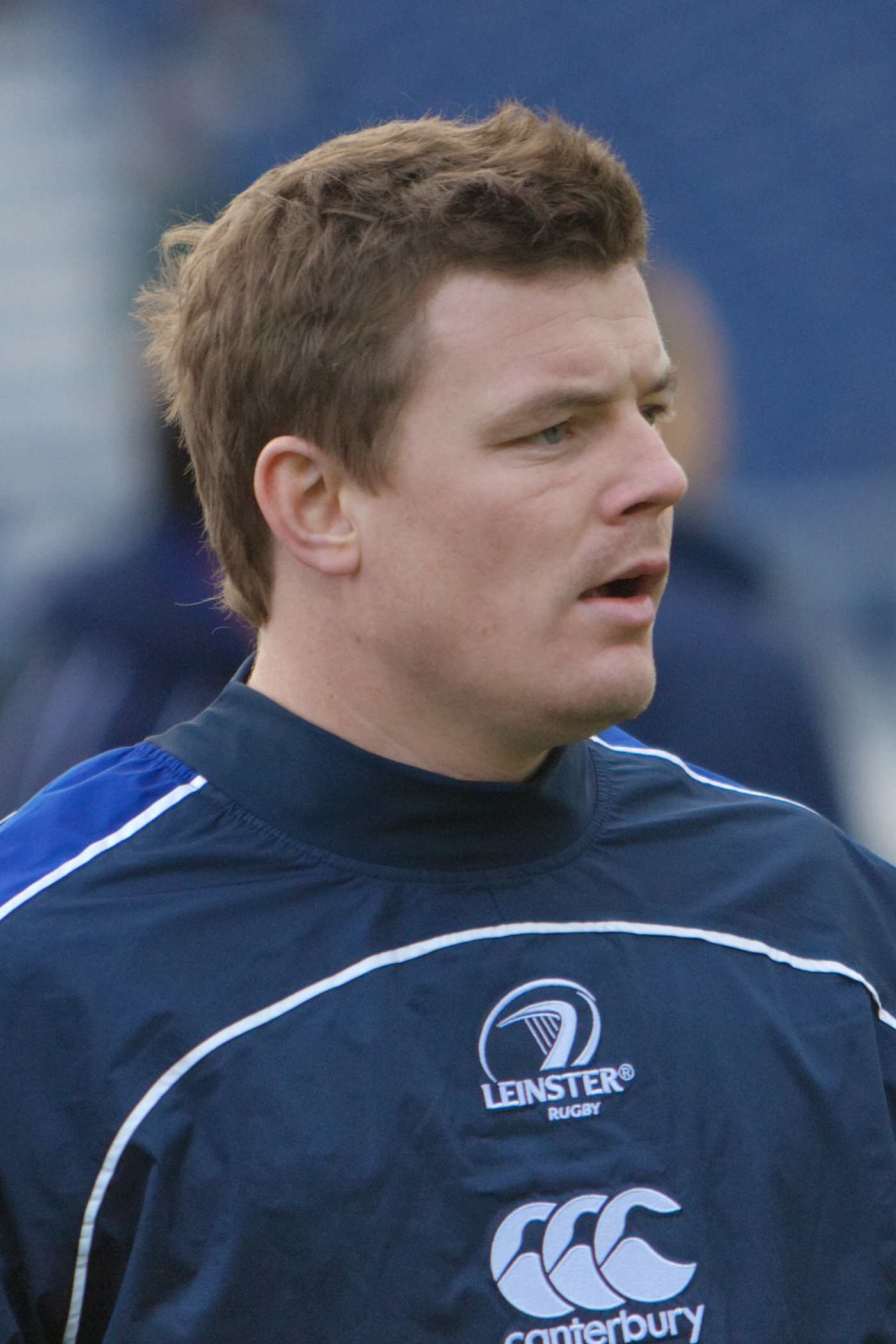
Brian O'Driscoll.

Douze stades sont sélectionnés pour la compétition :
| \| Croke Park Aviva Stadium RDS Arena Casement Park Kingspan Stadium Thomond Park Páirc Uí Chaoimh Fitzgerald Stadium Pearse Stadium McHale Park Nowlan Park Celtic Park \| Localisation des stades sélectionnés. |
| Croke Park Aviva Stadium RDS Arena Casement Park Kingspan Stadium Thomond Park Páirc Uí Chaoimh Fitzgerald Stadium Pearse Stadium McHale Park Nowlan Park Celtic Park                                             |

| Stade              | Propriétaire         | Ville     | Capacité | Matches                                                                |
| ------------------ | -------------------- | --------- | -------- | ---------------------------------------------------------------------- |
| Croke Park         | GAA                  | Dublin    | 82 300   | Match d'ouverture, matches de poule, un quart-de-finale et les finales |
| Aviva Stadium      | IRFU                 | Dublin    | 51 700   | Matches de poule, un quart-de-finale et une demi-finale                |
| Páirc Uí Chaoimh   | Cork GAA             | Cork      | 45 770   | Matches de poule, un quart-de-finale et une demi-finale                |
| Fitzgerald Stadium | Kerry GAA            | Killarney | 43 180   | Matches de poule et un quart-de-finale                                 |
| Casement Park      | Antrim GAA           | Belfast   | 40 000   | Matches de poule                                                       |
| Pearse Stadium     | Galway GAA           | Galway    | 26 197   | Matches de poule                                                       |
| McHale Park        | Mayo GAA             | Castlebar | 38 000   | Matches de poule                                                       |
| Thomond Park       | IRFU                 | Limerick  | 26 987   | Matches de poule                                                       |
| Nowlan Park        | Kilkenny GAA         | Kilkenny  | 27 800   | Matches de poule                                                       |
| RDS Arena          | Royal Dublin Society | Dublin    | 18 677   | Matches de poule                                                       |
| Kingspan Stadium   | IRFU                 | Belfast   | 18 168   | Matches de poule                                                       |
| Celtic Park        | Derry GAA            | Derry     | 22 000   | Matches de poule                                                       |

### Italie (candidature retirée)
L'Italie n'a jamais organisé la compétition. L'Italie s'est auparavant portée candidate pour l'organisation des deux tournois précédents. Elle est au même moment également sur les rangs pour organiser les Jeux olympiques d'été de 2024 à Rome. Le 28 septembre 2016, l'Italie renonce finalement à sa candidature pour l'organisation de la Coupe du monde en 2023, la Fédération estimant que les conditions n'étaient plus réunies après le retrait de Rome pour les JO 2024.

## Processus
Une présentation de chacune des trois candidatures a lieu à Londres le 25 septembre 2017.
Le 31 octobre, une commission technique mandatée par World rugby dévoile le rapport analysant les trois candidatures sur la base de cinq critères. Sur la base de ce rapport, World rugby recommande à l'unanimité l'Afrique du Sud comme pays organisateur. 
Le jour du vote est le 15 novembre. 39 voix sont réparties, sachant que les nations majeures ont trois voix chacune et les ensembles continentaux représentent deux voix. Malgré la recommandation de World Rugby, c'est la France qui remporte finalement l'organisation.
| Nations candidates           | Note de satisfaction après étude du dossier | 1er tour | 2e tour |
| ---------------------------- | ------------------------------------------- | -------- | ------- |
| France                       | 75,88 %                                     | 18       | 24      |
| Afrique du Sud               | 78,97 %                                     | 13       | 15      |
| Irlande et Irlande du Nord   | 72,25 %                                     | 8        | -       |
| Total des suffrages exprimés | Total des suffrages exprimés                | 39       | 39      |